# I Love Saturday
Singles de Erasure
Run to the Sun
(1994) Stay with Me
(1995)
Clip vidéo
[vidéo] « I Love Saturday », sur YouTube
I Love Saturday est une chanson du duo britannique Erasure extraite de leur sixième album studio, intitulé I Say I Say I Say et sorti (au Royaume-Uni) le 16 mai 1994.
Le 21 novembre 1994, six mois après la sortie de l'album, la chanson a été publiée en single et en EP. C'était le troisième (après Always et Run to the Sun) et dernier single de cet album.
La chanson a débuté à la 25e place du classement des ventes de singles britannique dans la semaine du 27 novembre au 3 décembre 1994 et a atteint sa meilleure position à la 20e place la semaine suivante (celle du 4 au 10 décembre).

## Listes des pistes
EP CD (Mute — EPCdMute 166, R.-U.)
1. I Love Saturday (4:02)
2. Ghost (6:11)
3. Truly, Madly, Deeply (4:25)
4. Tragic (Live Vocal) (4:20)

Single CD (Mute — Cd Mute 166, R.-U.)
1. I Love Saturday (3:59)
2. I Love Saturday (JX Mix) (6:55)
3. I Love Saturday (Beatmasters Dub Mix) (4:12)
4. Dodo (3:32)

Single 12" 33 tours (Mute — 12 Mute 166, R.-U.)
A1. I Love Saturday (4:02)
A2. I Love Saturday (Beatmasters Club Mix) (6:20)
B1. I Love Saturday (JX Mix) (6:55)
B2. I Love Saturday (Flower Mix) (6:35)